# Resultados do Carnaval do Rio de Janeiro em 2022
Nesta página estão listados os resultados dos concursos de escolas de samba e de blocos carnavalescos do carnaval do Rio de Janeiro do ano de 2022. Os desfiles foram realizados entre os dias 20 e 30 de abril de 2022.
O carnaval deste ano ficou marcado por três momentos: foi o primeiro a ser realizado pela terceira gestão de Eduardo Paes, uma vez que as edições de 2017 até 2020 ocorreram sob a gestão de Marcelo Crivella, causando conflitos entre a prefeitura e as escolas de samba pelas políticas de corte de gastos, assim como um chefe de estado voltou a pisar na passarela e participar das celebrações do Rei Momo, o que não acontecia desde 2016. O evento também aconteceu fora da tradicional semana do Carnaval, com os desfiles ocorrendo na quarta-feira e quinta-feira da Série Ouro e na sexta-feira e no sábado os do Grupo Especial, uma vez que as apresentações aconteceriam em julho de 2021, sendo ocasionadas pelo estado crítico da Pandemia de COVID-19, forçando o adiamento dos desfiles para fevereiro de 2022 e mais tarde para abril, ocorrendo na semana do feriado de Tiradentes, sendo simultâneo com o Carnaval de São Paulo através de uma reunião com o prefeito da megalópole brasileira, Ricardo Nunes, e equipes técnicas e sanitárias das duas cidades. Além disso, houve um expressivo crescimento da abordagem de temas afro-brasileiros, mais voltado ao racismo, homenagens a ícones da cultura negra e críticas ao Governo Jair Bolsonaro, que enfrentava um desgaste político desde 2020.
Aos 33 anos de existência, a Acadêmicos do Grande Rio conquistou seu primeiro título no Grupo Especial. A escola realizou um desfile sobre Exu, cultuado na Umbanda e em outras religiões de matriz africana. O enredo "Fala, Majeté! Sete Chaves de Exu", foi assinado pelos carnavalescos Gabriel Haddad e Leonardo Bora que também foram campeões do carnaval pela primeira vez. A Beija-Flor foi vice-campeã com três décimos de diferença para a Grande Rio com um desfile sobre a intelectualidade afro-brasileira e a contribuição dos povos africanos para a humanidade. Após onze carnavais no Grupo Especial, a São Clemente foi rebaixada para a segunda divisão com um desfile em homenagem ao humorista Paulo Gustavo, morto em 2021, vítima da COVID. O Império Serrano venceu a segunda divisão com um desfile sobre o capoeirista baiano Besouro Mangangá. Acadêmicos de Santa Cruz e Cubango foram rebaixadas para a terceira divisão.
Os desfiles da Série Prata, organizado pela Superliga, tiveram como vencedoras o Arranco do Engenho de Dentro no desfile da sexta-feira e a União de Jacarepaguá no desfile de sábado, com ambas sendo promovidas à segunda divisão. Por ter obtido melhor pontuação, a União foi declarada campeã, tendo o Arranco ficado com o vice-campeonato. Arrastão de Cascadura venceu a Série Bronze reeditando seu enredo de 1995. Em seu ano de estreia como escola de samba, a Fla Manguaça venceu o Grupo de Avaliação. Entre os blocos de enredo, Barriga venceu o Grupo 1 e Vai Barrar? Nunca! foi o campeão do Grupo 2.
A LIVRES passou a realizar dois desfiles: Em sua volta ao carnaval, após quatro anos, o Boi da Ilha do Governador venceu o Grupo C; enquanto o Acadêmicos do Engenho da Rainha venceu o Grupo B. Envolvida em uma disputa judicial acerca de sua presença nos desfiles da Série Ouro, por ter vencido a disputa da LIVRES em 2020, a Tradição não desfilou pela primeira vez em seus 37 anos de existência.

## Antecedentes
Devido a Pandemia de COVID-19 o desfile das escolas de samba de 2021 foi cancelado, sendo a primeira vez, desde a criação do concurso, em 1932, que o evento não foi realizado. Inicialmente foi cogitada a realização do evento entre os meses de maio e julho de 2021, mas, com o avanço da pandemia, a ideia foi rechaçada. Com o início da vacinação contra a COVID-19 no Brasil e a queda na quantidade de mortes pela doença, as escolas começaram a se preparar para o carnaval de 2022. Mas, devido ao aumento dos casos de COVID no Brasil, pelo avanço da variante Ómicron, os desfiles foram adiados para abril do mesmo ano, durante os feriados de Tiradentes (21 de abril) e São Jorge (23 de abril).

## Grupo Especial
O desfile do Grupo Especial foi organizado pela Liga Independente das Escolas de Samba do Rio de Janeiro (LIESA) e realizado no Sambódromo da Marquês de Sapucaí, a partir das noites de 22 e 23 de abril de 2022.
Ordem dos desfiles
A ordem dos desfiles foi definida através de sorteio realizado no dia 14 de dezembro de 2020 na sede da LIESA. Na ocasião o desfile estava previsto para julho de 2021. Mesmo com o adiamento do carnaval para abril de 2022, a ordem sorteada foi mantida. Primeiro foi sorteada a noite de desfile de cada escola; depois foi sorteada a ordem de apresentação de cada noite. Após o sorteio foi permitido que as escolas negociassem a troca de posições dentro de cada noite. Sorteada para encerrar a primeira noite, a São Clemente trocou de posição com a Beija-Flor, que havia sido sorteada para ser a quarta. Salgueiro e Mangueira também inverteram posições, assim como Unidos da Tijuca e Mocidade. Duas escolas tinham posições definidas e não participaram do sorteio: Campeã da Série A (segunda divisão) de 2020, a Imperatriz Leopoldinense ficou responsável por abrir a primeira noite; enquanto a penúltima colocada do Grupo Especial de 2020, o Paraíso do Tuiuti ficou responsável por abrir a segunda noite.
| Sexta-feira (22/04/2022) | Sábado (23/04/2022) |

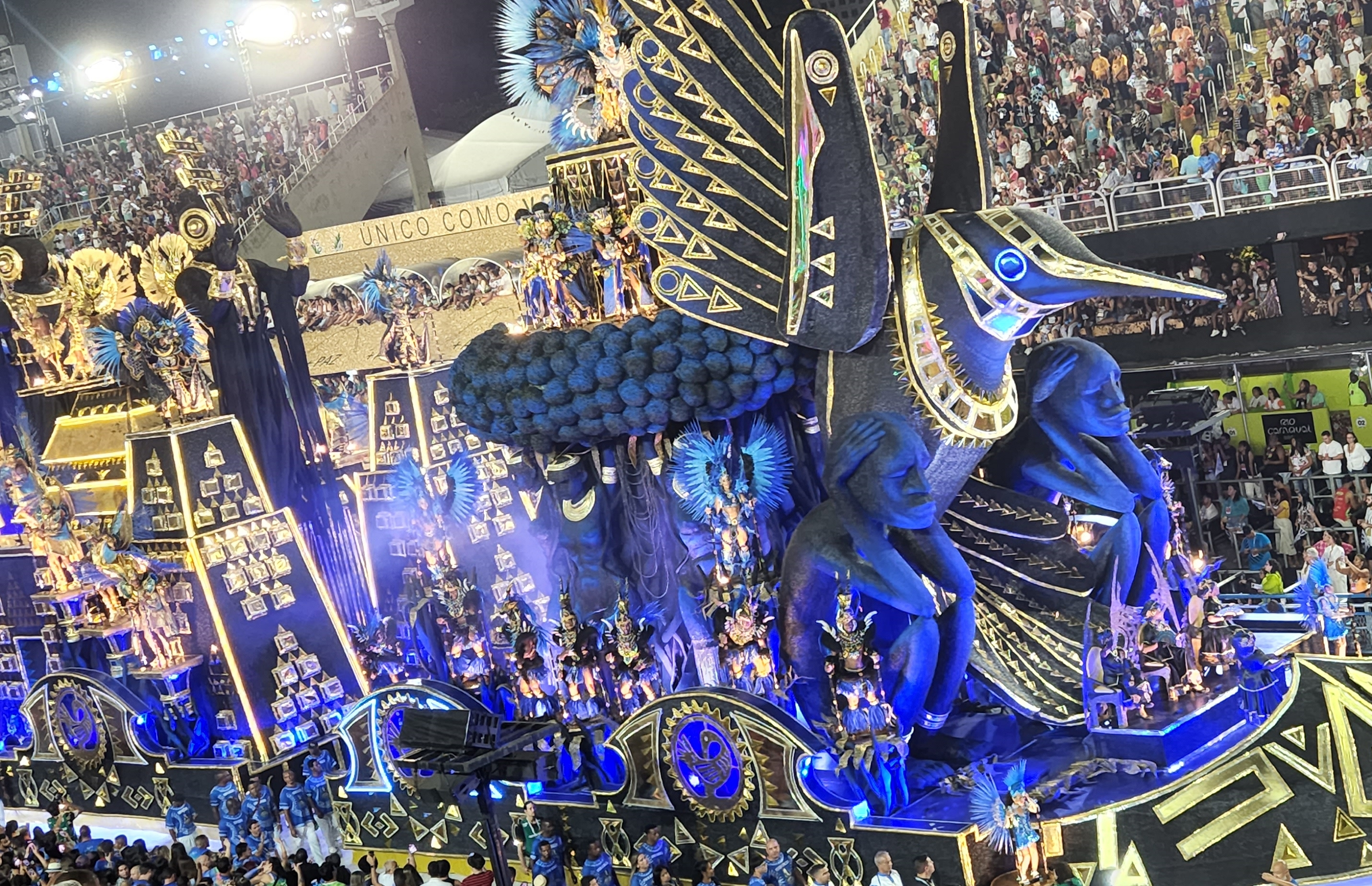
Abre-alas da Beija-Flor no desfile de 2022. Escola foi a vice-campeã do Grupo Especial.

| 1. Imperatriz Leopoldinense 2. Estação Primeira de Mangueira 3. Acadêmicos do Salgueiro 4. São Clemente 5. Unidos do Viradouro 6. Beija-Flor de Nilópolis | 1. Paraíso do Tuiuti 2. Portela 3. Mocidade Independente de Padre Miguel 4. Unidos da Tijuca 5. Acadêmicos do Grande Rio 6. Unidos de Vila Isabel |

Quesitos e julgadores
Foram mantidos os nove quesitos de avaliação dos anos anteriores. O módulo em que ficaria cada julgador foi definido através de sorteio realizado na segunda feira, dia 11 de abril de 2022, há menos de uma semana dos desfiles. Todos os julgadores participaram de um curso de preparação oferecido pela LIESA.
| Quesitos | Quesitos                     | Módulo 1 - Entre os setores 3 e 3 A/B | Módulo 1 - Entre os setores 3 e 3 A/B | Módulo 2 - Setor 6       | Módulo 3 - Setor 10      | Módulo 3 - Setor 10      |
| Quesitos | Quesitos                     | Julgador 1                            | Julgador 2                            | Julgador 3               | Julgador 4               | Julgador 5               |
| -------- | ---------------------------- | ------------------------------------- | ------------------------------------- | ------------------------ | ------------------------ | ------------------------ |
|          | Fantasias                    | Paulo Paradela                        | Helenice Gomes                        | Regina Oliva             | Sérgio Henrique da Silva | Wagner Louza             |
|          | Harmonia                     | Bruno Marques                         | Deborah Weiterschan Levy              | Jardel Maia Rodrigues    | Rodrigo Lima             | Mirian Orofino Gomes     |
|          | Comissão de Frente           | Gleice Ribeiro                        | Raphael David                         | Raffael Araújo           | Rafaela Riveiro Ribeiro  | Paola Novaes             |
|          | Samba-Enredo                 | Clayton Fábio Oliveira                | Felipe Trota                          | Alessandro Ventura       | Alfredo Del-Penho        | Alice Serrano            |
|          | Bateria                      | Mila Schiavo                          | Philipe Galdino Davis                 | Rafael Barros Castro     | Leandro Luís de Oliveira | Ary Jayme Cohen          |
|          | Alegorias e Adereços         | Teresa Cristina Piva                  | Madson Oliveira                       | Fernando Lima            | Soter Bentes             | Walber Ângelo de Freitas |
|          | Enredo                       | Carolina Vieira Thomaz                | Johny Soares                          | Artur Nunes Gomes        | Marcelo Rodrigues        | Nilton Santos            |
|          | Mestre-Sala e Porta-Bandeira | Mônica Barbosa                        | Teresa Petsold                        | João Wlamir              | Paulo Rodrigues          | Áurea Hämmerli           |
|          | Evolução                     | Gustavo Paso                          | Gerson Martins                        | Verônica Cristina Torres | Matheus Dutra            | Lucila de Beaurepaire    |

### Classificação
Aos 33 anos de existência, a Acadêmicos do Grande Rio conquistou seu primeiro título na elite do carnaval carioca. A escola foi vice-campeã em outras quatro oportunidades incluindo no carnaval anterior. O desfile foi assinado pelos carnavalescos Gabriel Haddad e Leonardo Bora que também foram campeões do carnaval pela primeira vez. O enredo "Fala, Majeté! Sete Chaves de Exu" propôs desmistificar a figura de Exu, cultuado na Umbanda e em outras religiões de matriz africana. A escola recebeu apenas duas notas menores que dez, sendo que uma foi descartada. Com isso, a agremiação perdeu apenas um décimo dos 270 pontos disponíveis.
A Beija-Flor foi vice-campeã com três décimos de diferença para a Grande Rio. O desfile da escola de Nilópolis exaltou a intelectualidade afro-brasileira e abordou a contribuição dos povos africanos para a humanidade. Campeã do carnaval anterior, de 2020, a Unidos do Viradouro foi a terceira colocada de 2022 com um desfile sobre o carnaval de 1919, realizado após a pandemia de Gripe Espanhola. Unidos de Vila Isabel homenageou o cantor e compositor Martinho da Vila, obtendo o quarto lugar. O homenageado desfilou na comissão de frente e depois voltou para encerrar o desfile. Quinta colocada, a Portela desfilou histórias e simbologias dos baobás, árvores gigantescas e milenares de origem africana. O Salgueiro conquistou a última vaga do Desfile das Campeãs com um desfile sobre a luta dos negros para garantir a preservação de aspectos da própria cultura, fé e sobrevivência.
Homenageando Cartola, Jamelão e Delegado, a Mangueira obteve a sétima colocação. Oitava colocada, a Mocidade realizou um desfile sobre Oxóssi, mas sofreu um grave problema com seu carro abre-alas que desacoplou na frente da última cabine de jurados. Mangueira e Mocidade somaram a mesma pontuação final. O desempate se deu no quesito Evolução, onde a Mangueira teve pontuação maior. Unidos da Tijuca foi a nona colocada com um desfile sobre a lenda do Guaraná. De volta ao Grupo Especial após vencer a Série A (segunda divisão) de 2020, a Imperatriz Leopoldinense obteve o décimo lugar com um desfile em homenagem ao carnavalesco Arlindo Rodrigues, morto em 1987. Penúltima colocada, a Paraíso do Tuiuti realizou um desfile em que associou personalidades negras a orixás. Após onze desfiles no Grupo Especial, a São Clemente foi rebaixada para a segunda divisão. A escola enfrentou diversos problemas em seu desfile em homenagem ao humorista Paulo Gustavo, morto em 2021, vítima da COVID.
| Legenda: Desfile das Campeãs Rebaixada para a segunda divisão |

| Col. | Escola                                | Enredo | Carnavalesco(a)                  | Pontos | Desempate           |
| ---- | ------------------------------------- | --- | -------------------------------- | ------ | ------------------- |
| 1    | Acadêmicos do Grande Rio              | Fala, Majeté! Sete Chaves de Exu                                                                              | Gabriel Haddad e Leonardo Bora   | 269,9  | -                   |
| 2    | Beija-Flor de Nilópolis               | Empretecer o Pensamento É Ouvir a Voz da Beija-Flor                                                           | Alexandre Louzada                | 269,6  | -                   |
| 3    | Unidos do Viradouro                   | Não Há Tristeza que Possa Suportar Tanta Alegria                                                              | Marcus Ferreira e Tarcísio Zanon | 269,5  | -                   |
| 4    | Unidos de Vila Isabel                 | Canta, Canta, Minha Gente! A Vila É de Martinho                                                               | Edson Pereira                    | 269,3  | -                   |
| 5    | Portela                               | Igi Osè Baobá                                                                                                 | Renato Lage e Márcia Lage        | 269,2  | -                   |
| 6    | Acadêmicos do Salgueiro               | Resistência                                                                                                   | Alex de Souza                    | 268,3  | -                   |
| 7    | Estação Primeira de Mangueira         | Angenor, José & Laurindo                                                                                      | Leandro Vieira                   | 268,2  | Evolução (29,9 pts) |
| 8    | Mocidade Independente de Padre Miguel | Batuque ao Caçador                                                                                            | Fábio Ricardo                    | 268,2  | Evolução (29,6 pts) |
| 9    | Unidos da Tijuca                      | Waranã - A Reexistência Vermelha                                                                              | Jack Vasconcelos                 | 267,9  | -                   |
| 10   | Imperatriz Leopoldinense              | Meninos, Eu Vivi... Onde Canta o Sabiá, Onde Cantam Dalva e Lamartine                                         | Rosa Magalhães                   | 266,9  | -                   |
| 11   | Paraíso do Tuiuti                     | Ka Ríba Tí Ye – Que Nossos Caminhos Se Abram. O Tuiuti Canta Histórias de Luta, Sabedoria e Resistência Negra | Paulo Barros                     | 266,4  | -                   |
| 12   | São Clemente                          | Minha Vida É Uma Peça                                                                                         | Tiago Martins                    | 263,7  | -                   |

### Premiações

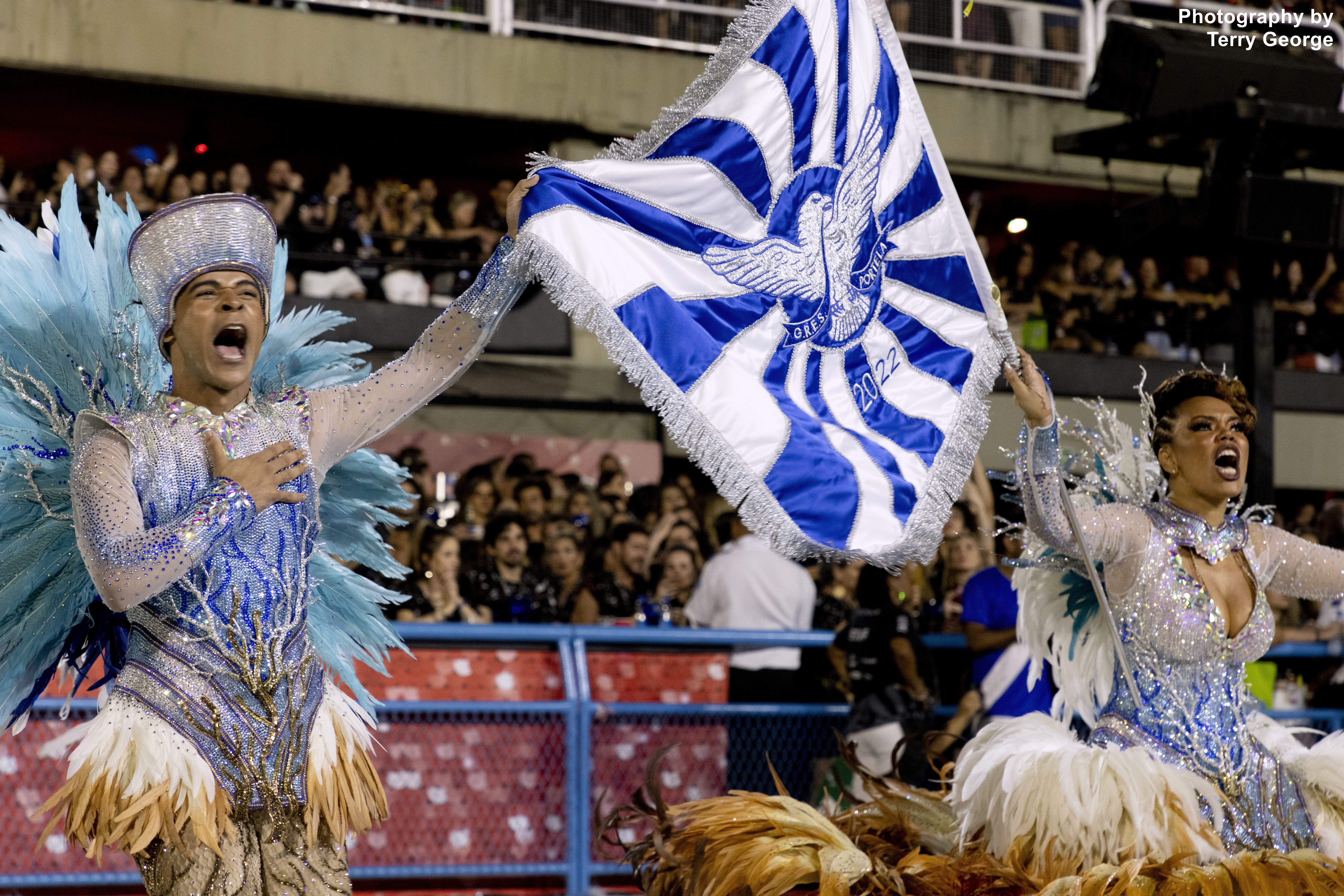
Marlon Lamar e Lucinha Nobre no desfile de 2022. O primeiro casal de mestre-sala e porta-bandeira da Portela foi o mais premiado do ano.

- Campeã do carnaval, a Grande Rio recebeu todos os prêmios de melhor escola ou desfile do ano.
- Os sambas de Grande Rio e Mocidade foram os mais premiados.
- O enredo mais premiado foi o da Grande Rio, assinado por Gabriel Haddad, Leonardo Bora e Vinícius Natal.
- Com quatro prêmios, a bateria Invocada, da Grande Rio, comandada por Mestre Fafá, foi a mais premiada do Grupo Especial.
- O casal de mestre-sala e porta-bandeira mais premiado do ano foi Marlon e Lucinha, da Portela.
- Gilsinho, da Portela, foi o intérprete com mais prêmios.
- Recebendo cinco premiações, a melhor harmonia do ano foi da Unidos da Tijuca.
- A Grande Rio teve o conjunto de alegorias mais premiado; enquanto a Portela teve o melhor conjunto de fantasias.
- Gabriel Haddad e Leonardo Bora, da Grande Rio, receberam todos os prêmios de melhores carnavalescos do ano.
- A comissão de frente da Mangueira, coreografada por Priscilla Mota e Rodrigo Negri, foi a mais premiada do ano.
- A ala de passistas do Salgueiro foi a mais premiada, com cinco premiações; enquanto a ala de baianas mais premiada foi da Imperatriz Leopoldinense, com quatro prêmios.

| Prêmios 2022            | Escola / Desfile | Samba-Enredo | Melhor Enredo | Melhor Bateria    | Mestre-Sala e Porta-Bandeira            | Comissão de Frente | Melhor Intérprete              | Ala de Passistas | Melhor Ala de Baianas | Melhor Carnavalesco             | Melhor Harmonia  | Melhores Alegorias | Melhores Fantasias |
| ----------------------- | ---------------- | ------------ | ------------- | ----------------- | --------------------------------------- | ------------------ | ------------------------------ | ---------------- | --------------------- | ------------------------------- | ---------------- | ------------------ | ------------------ |
| Estandarte de Ouro      | Grande Rio       | Mocidade     | Grande Rio    | Grande Rio        | Sidclei (Salgueiro) e Lucinha (Portela) | Mangueira          | Gilsinho (Portela)             | Salgueiro        | Imperatriz            | -                               | -                | -                  | -                  |
| Estrela do Carnaval     | Grande Rio       | Grande Rio   | Grande Rio    | Paraíso do Tuiuti | Marlon e Lucinha (Portela)              | Grande Rio         | Tinga (Vila Isabel)            | Mocidade         | Vila Isabel           | Gabriel e Leonardo (Grande Rio) | Unidos da Tijuca | Grande Rio         | Viradouro          |
| Explosão in Samba       | Grande Rio       | Grande Rio   | -             | Vila Isabel       | Claudinho e Selminha (Beija-Flor)       | Salgueiro          | Gilsinho (Portela)             | Portela          | Mangueira             | -                               | Unidos da Tijuca | Beija-Flor         | -                  |
| Fala Galera Carna Insta | Grande Rio       | Mocidade     | Viradouro     | Vila Isabel       | Thiaguinho e Rafaela (Imperatriz)       | Mangueira          | Gilsinho (Portela)             | Beija-Flor       | Viradouro             | Gabriel e Leonardo (Grande Rio) | Vila Isabel      | -                  | -                  |
| Feras da Sapucaí        | Grande Rio       | Grande Rio   | Beija-Flor    | Mocidade          | Julinho e Rute (Viradouro)              | Beija-Flor         | Evandro M. (Grande Rio)        | Vila Isabel      | São Clemente          | -                               | Unidos da Tijuca | -                  | -                  |
| Gato de Prata           | Grande Rio       | Mocidade     | -             | Grande Rio        | Sidclei e Marcella (Salgueiro)          | Grande Rio         | Evandro M. (Grande Rio)        | Salgueiro        | Imperatriz            | Gabriel e Leonardo (Grande Rio) | Unidos da Tijuca | -                  | -                  |
| Gazeta do Rio           | Grande Rio       | Vila Isabel  | Viradouro     | Viradouro         | Marlon e Lucinha (Portela)              | Grande Rio         | Zé Paulo (Viradouro)           | Salgueiro        | -                     | Gabriel e Leonardo (Grande Rio) | -                | -                  | -                  |
| Prêmio 100% Carnaval    | Grande Rio       | Grande Rio   | Grande Rio    | Grande Rio        | Sidclei (Salgueiro) e Lucinha (Portela) | Mangueira          | Tinga (Vila Isabel)            | Vila Isabel      | Portela               | Gabriel e Leonardo (Grande Rio) | -                | Grande Rio         | Portela            |
| Prêmio SRzd             | Grande Rio       | Grande Rio   | Grande Rio    | Paraíso do Tuiuti | Marlon e Lucinha (Portela)              | Mangueira          | Neguinho da Beija-Flor         | Vila Isabel      | Viradouro             | Gabriel e Leonardo (Grande Rio) | -                | -                  | -                  |
| S@mba-Net               | Grande Rio       | Mocidade     | Grande Rio    | Vila Isabel       | Matheus e Squel (Mangueira)             | Mangueira          | Wantuir e Wic Tavares (Tijuca) | Vila Isabel      | Imperatriz            | -                               | -                | -                  | Portela            |
| Troféu Sambario         | Grande Rio       | Mocidade     | Grande Rio    | Mocidade          | Marlon e Lucinha (Portela)              | Mangueira          | Gilsinho (Portela)             | Salgueiro        | Portela               | -                               | -                | Grande Rio         | Grande Rio         |
| Troféu Tupi             | Grande Rio       | Viradouro    | Grande Rio    | Paraíso do Tuiuti | Marlon e Lucinha (Portela)              | Mangueira          | Tinga (Vila Isabel)            | Salgueiro        | Imperatriz            | -                               | Unidos da Tijuca | Grande Rio         | Portela            |
| Plumas & Paetês         | -                | Vila Isabel  | -             | Beija-Flor        | Sidclei e Marcella (Salgueiro)          | Salgueiro          | Zé Paulo (Viradouro)           | Salgueiro        | -                     | Gabriel e Leonardo (Grande Rio) | Grande Rio       | -                  | -                  |
| Troféu Bateria          | -                | -            | -             | Grande Rio        | -                                       | -                  | -                              | -                | -                     | -                               | -                | -                  | -                  |

### Desfile das Campeãs
O Desfile das Campeãs foi realizado no Sambódromo da Marquês de Sapucaí, tendo início às 21 horas e 30 minutos do sábado, dia 30 de abril de 2022. As seis primeiras colocadas do Grupo Especial desfilaram seguindo a ordem inversa de classificação. A campeã, Grande Rio, encerrou o desfile às 5 horas e 30 minutos do domingo, dia 1 de maio.
| Ordem dos desfiles |
| 1. Acadêmicos do Salgueiro 2. Portela 3. Unidos de Vila Isabel 4. Unidos do Viradouro 5. Beija-Flor 6. Acadêmicos do Grande Rio |

## Série Ouro
O desfile da Série Ouro (segunda divisão) foi organizado pela LIGA RJ, que substituiu a Liga das Escolas de Samba do Rio de Janeiro em maio de 2021, e realizado no Sambódromo da Marquês de Sapucaí a partir das noites de 20 e 21 de abril de 2022. O desfile de quarta-feira teve início às 21 horas e 50 minutos. O desfile de quinta-feira teve início às 21 horas e 20 minutos.
Ordem dos desfiles
A ordem dos desfiles foi definida através de um sorteio realizado no dia 17 de dezembro de 2020 na sede da LIERJ. Duas escolas tinham posições definidas e não participaram do sorteio: Vice-campeã do Grupo Especial da Intendente Magalhães (terceira divisão) de 2020, a Em Cima da Hora ficou responsável por abrir a primeira noite; enquanto a campeã, Lins Imperial ficou responsável por abrir a segunda noite. Vice-campeã da Série A em 2020, a Unidos de Padre Miguel pode escolher a posição de desfile.
| Quarta-feira (20/04/2022) | Quinta-feira (21/04/2022) |
| 1. Em Cima da Hora 2. Acadêmicos do Cubango 3. Unidos da Ponte 4. Unidos do Porto da Pedra 5. União da Ilha do Governador 6. Unidos de Bangu 7. Acadêmicos do Sossego | 1. Lins Imperial 2. Inocentes de Belford Roxo 3. Estácio de Sá 4. Acadêmicos de Santa Cruz 5. Unidos de Padre Miguel 6. Acadêmicos de Vigário Geral 7. Império da Tijuca 8. Império Serrano |

Quesitos e julgadores

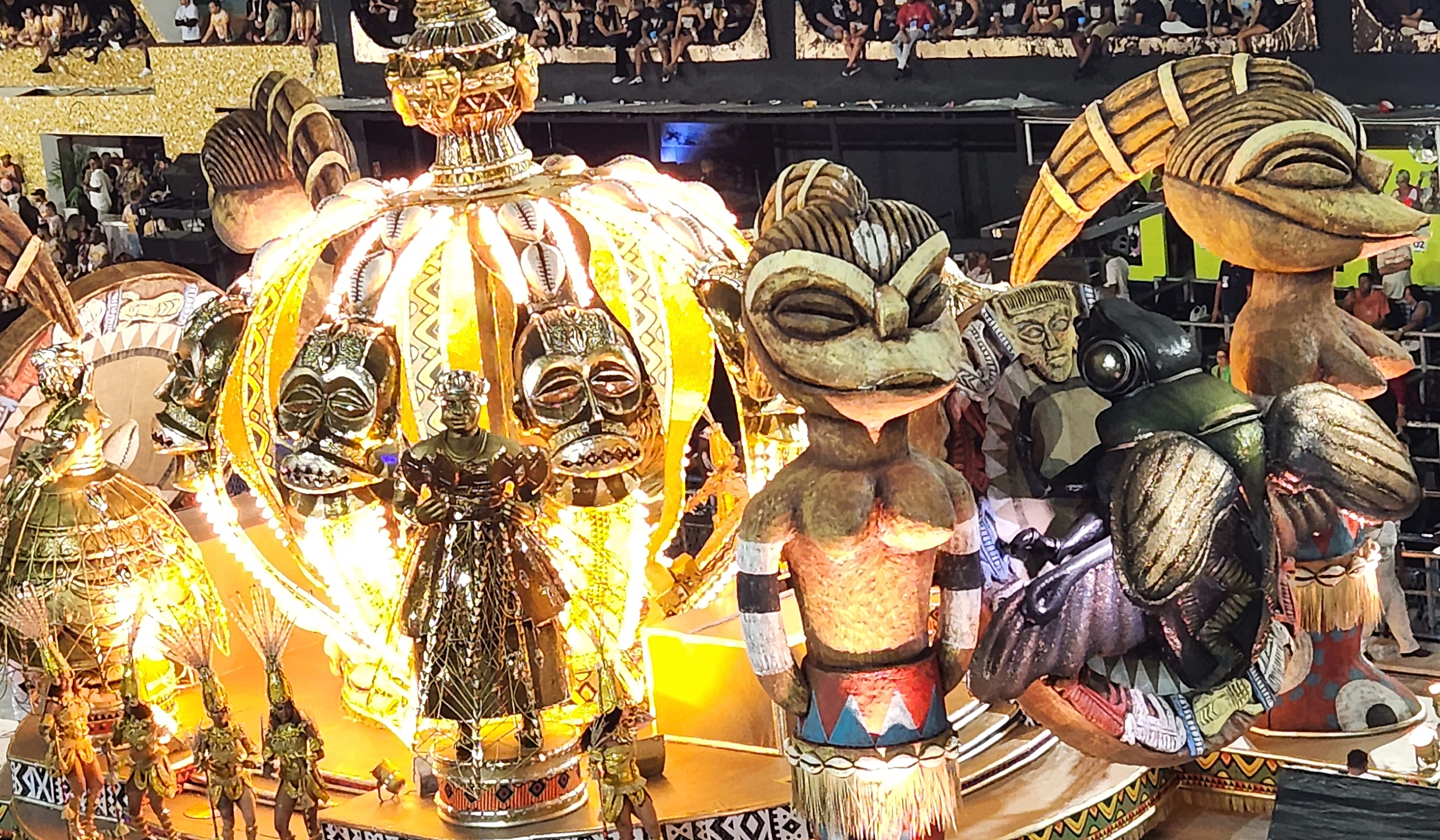
Alegoria do Império Serrano no desfile de 2022. Escola foi a campeã da Série Ouro homenageando Besouro Mangangá.

Foram mantidos os nove quesitos de avaliação dos anos anteriores e a mesma quantidade de julgadores (quatro por quesito).
| Quesitos | Quesitos                     | Julgador 1          | Julgador 2          | Julgador 3       | Julgador 4       |
| -------- | ---------------------------- | ------------------- | ------------------- | ---------------- | ---------------- |
|          | Evolução                     | Jaqueline Rodrigues | Matheus Vicente     | Roberto Manhães  | Fábio Canejo     |
|          | Harmonia                     | Jorge Carvalho      | Alexandre Magalhães | Cristina Reis    | Leio Lopes       |
|          | Samba-Enredo                 | Vinicius Cesar      | Fernanda Gonçalves  | Renato Vazquez   | Aristóteles Neto |
|          | Enredo                       | Clécia dos Reis     | Isaura Alvarez      | Douglas Coutinho | Leandro Machado  |
|          | Comissão de Frente           | Fernando Antônio    | Flávio Xavier       | Simone Marquez   | Bruna Oliveira   |
|          | Bateria                      | Ricardo da Silva    | Rocyr Abbud         | Wallace Santos   | Rodrigo Brás     |
|          | Alegorias e Adereços         | Sérvolo Alves       | Carla Maria         | Ana Bottoni      | Renato Silva     |
|          | Fantasias                    | Luciana Moreira     | Rosy Silva          | Adrian Silveira  | Lúcio Orlando    |
|          | Mestre-Sala e Porta-Bandeira | Erick Meireles      | Elizeu Miranda      | Simone de Lima   | Marlene Costa    |

### Classificação
O Império Serrano venceu a Série Ouro, garantindo seu retorno ao Grupo Especial, de onde foi rebaixado em 2019. A escola realizou um desfile sobre Manoel Henrique Pereira, capoeirista baiano conhecido como Besouro Mangangá. O enredo "Mangangá" foi assinado pelo carnavalesco Leandro Vieira, que também venceu a segunda divisão no carnaval anterior, em 2020, com a Imperatriz Leopoldinense. Dos 270 pontos possíveis, o Império Serrano conquistou 269,9, perdendo apenas um décimo no quesito mestre-sala e porta-bandeira.

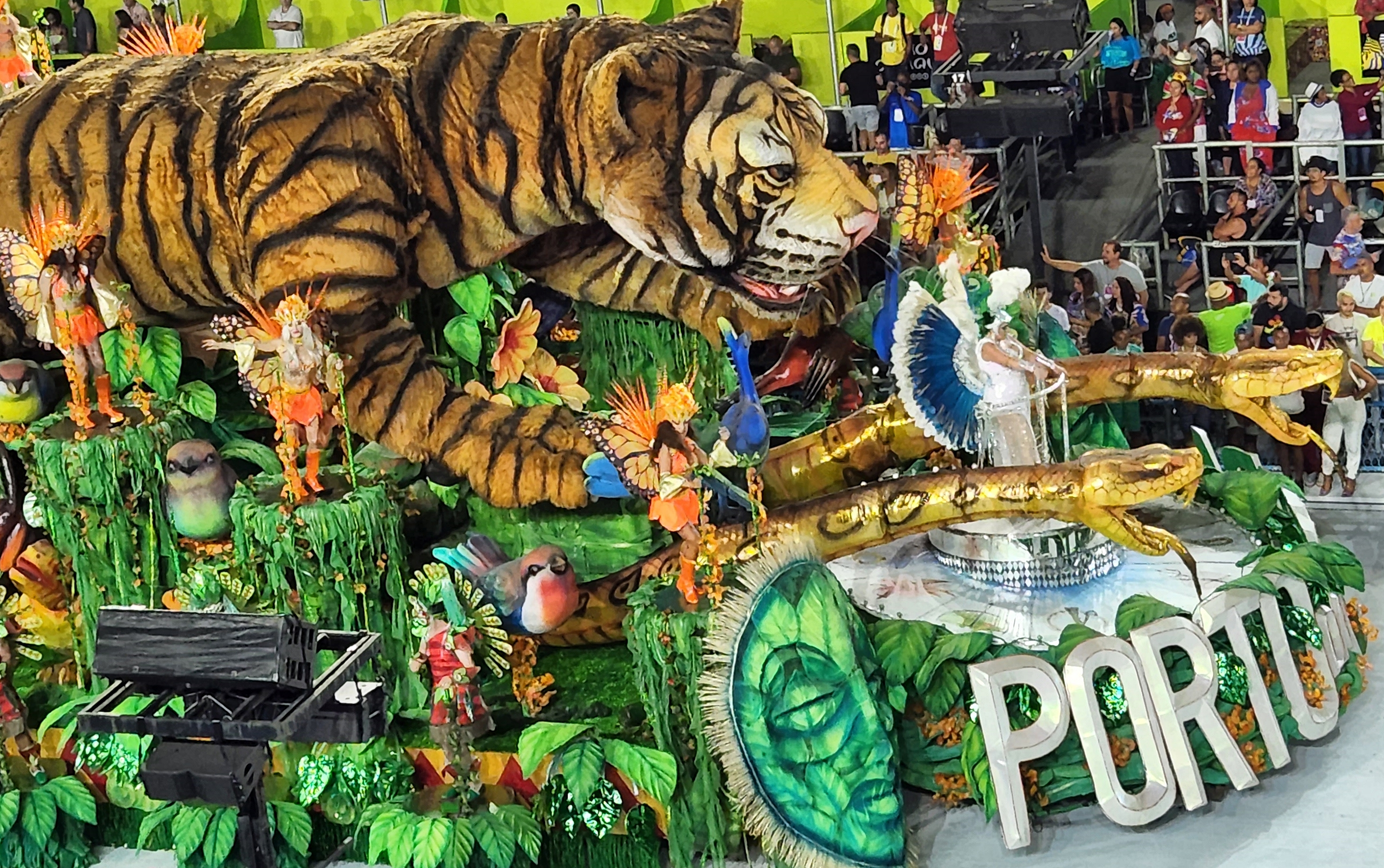
Desfile do Porto da Pedra. Escola foi a vice-campeã da Série Ouro.

A Unidos do Porto da Pedra foi vice-campeã com quatro décimos de diferença para o Império. O desfile da escola de São Gonçalo homenageou a ialorixá Mãe Stella de Oxóssi, morta em 2018. Terceira colocada, a União da Ilha do Governador celebrou o sincretismo religioso entre Nossa Senhora Aparecida e Oxum. Foi o último trabalho do carnavalesco Severo Luzardo, morto pouco antes do desfile, em março de 2022. Com um desfile sobre a Noite dos Tambores Silenciosos, a Inocentes de Belford Roxo obteve o quarto lugar. Unidos de Padre Miguel foi a quinta colocada com um desfile sobre o orixá Iroco. Sexta colocada, a Acadêmicos do Sossego desfilou antigas profecias xamânicas sobre o futuro do planeta Terra. Foi o último desfile da agremiação no carnaval carioca, uma vez que cedeu seus direitos para a Acadêmicos de Niterói em setembro.
Unidos de Bangu foi a sétima colocada com um desfile sobre o contraventor Castor de Andrade, morto em 1997. Oitava colocada, a Estácio de Sá homenageou o Clube de Regatas do Flamengo reeditando seu samba-enredo de 1995. Com um desfile sobre a Quilombo, extinta escola de samba fundada por Candeia na década de 1970, o Império da Tijuca obteve o nono lugar. Acadêmicos de Vigário Geral foi a décima colocada com um desfile sobre a região carioca conhecida como Pequena África. Décima primeira colocada, a Unidos da Ponte homenageou Irmã Dulce, a primeira santa católica brasileira. De volta à segunda divisão, após vencer a terceira em 2020, a Lins Imperial conquistou a décima segunda colocação com um desfile em homenagem ao humorista brasileiro Mussum, morto em 1994. Também de volta à segunda divisão, após conquistar o vice-campeonato da terceira em 2020, a Em Cima da Hora reeditou seu enredo de 1984, conquistando o décimo terceiro lugar. Penúltima colocada, a Acadêmicos de Santa Cruz foi rebaixada com um desfile em homenagem ao ator Milton Gonçalves, que morreria pouco tempo depois, em 30 de maio. A última vez que a escola esteve na terceira divisão foi em 1980, quando venceu o Grupo 2A. Desde então a escola vinha se alternando entre o Grupo Especial e a segunda divisão. Última colocada, a Acadêmicos do Cubango também foi rebaixada para o terceiro grupo do carnaval, de onde estava afastada desde 2009, quando venceu o Grupo RJ-1. A escola homenageou a atriz Chica Xavier, morta em 2020.
| Legenda: Promovida ao Grupo Especial Rebaixada para a terceira divisão |

| Col. | Escola                      | Enredo                                                                                                   | Carnavalesco(a)                              | Pontos | Desempate                       |
| ---- | --------------------------- | --- | -------------------------------------------- | ------ | ------------------------------- |
| 1    | Império Serrano             | Mangangá                                                                                                 | Leandro Vieira                               | 269,9  | -                               |
| 2    | Unidos do Porto da Pedra    | O Caçador que Traz Alegrias                                                                              | Annik Salmon                                 | 269,5  | -                               |
| 3    | União da Ilha do Governador | O Vendedor de Orações                                                                                    | Cahê Rodrigues e Severo Luzardo              | 269,4  | Mestre-S. e Porta-B. (30 pts)   |
| 4    | Inocentes de Belford Roxo   | A Meia-Noite dos Tambores Silenciosos                                                                    | Lucas Milato                                 | 269,4  | Mestre-S. e Porta-B. (29,9 pts) |
| 5    | Unidos de Padre Miguel      | Iroko - É Tempo de Xirê                                                                                  | Edson Pereira                                | 269,3  | -                               |
| 6    | Acadêmicos do Sossego       | Visões Xamânicas                                                                                         | André Rodrigues                              | 269,2  | -                               |
| 7    | Unidos de Bangu             | Deu Castor na Cabeça                                                                                     | Marcus Paulo                                 | 269,1  | Mestre-S. e Porta-B. (30 pts)   |
| 8    | Estácio de Sá               | Cobra-coral, Papagaio Vintém, #VestirRubroNegro não Tem pra Ninguém (Reedição do próprio enredo de 1995) | Mauro Leite e Wagner Gonçalves               | 269,1  | Fantasias (29,9 pts)            |
| 9    | Império da Tijuca           | Samba de Quilombo - A Resistência pela Raiz                                                              | Guilherme Estevão                            | 269,1  | Fantasias (29,8 pts)            |
| 10   | Acadêmicos de Vigário Geral | Pequena África: da Escravidão ao Pertencimento - Camadas de Memórias entre o Mar e o Morro               | Alexandre Costa, Lino Salles e Marcus do Val | 268,9  | Mestre-S. e Porta-B. (29,9 pts) |
| 11   | Unidos da Ponte             | Santa Dulce dos Pobres - O Anjo Bom da Bahia                                                             | Guilherme Diniz e Rodrigo Marques            | 268,9  | Mestre-S. e Porta-B. (29,7 pts) |
| 12   | Lins Imperial               | Mussum pra Sempris - Traga o Mé que Hoje com a Lins Vai Ter Muito Samba no Pé!                           | Eduardo Gonçalves e Raí Menezes              | 268,6  | -                               |
| 13   | Em Cima da Hora             | 33 - Destino D. Pedro II (Reedição do enredo de 1984)                                                    | Marco Antônio Falleiros                      | 268,5  | -                               |
| 14   | Acadêmicos de Santa Cruz    | Axé! Milton Gonçalves no Catupé da Santa Cruz                                                            | Cid Carvalho                                 | 268,1  | -                               |
| 15   | Acadêmicos do Cubango       | O Amor Preto Cura: Chica Xavier, a Mãe Baiana do Brasil                                                  | João Vitor Araújo                            | 267,8  | -                               |

### Premiações

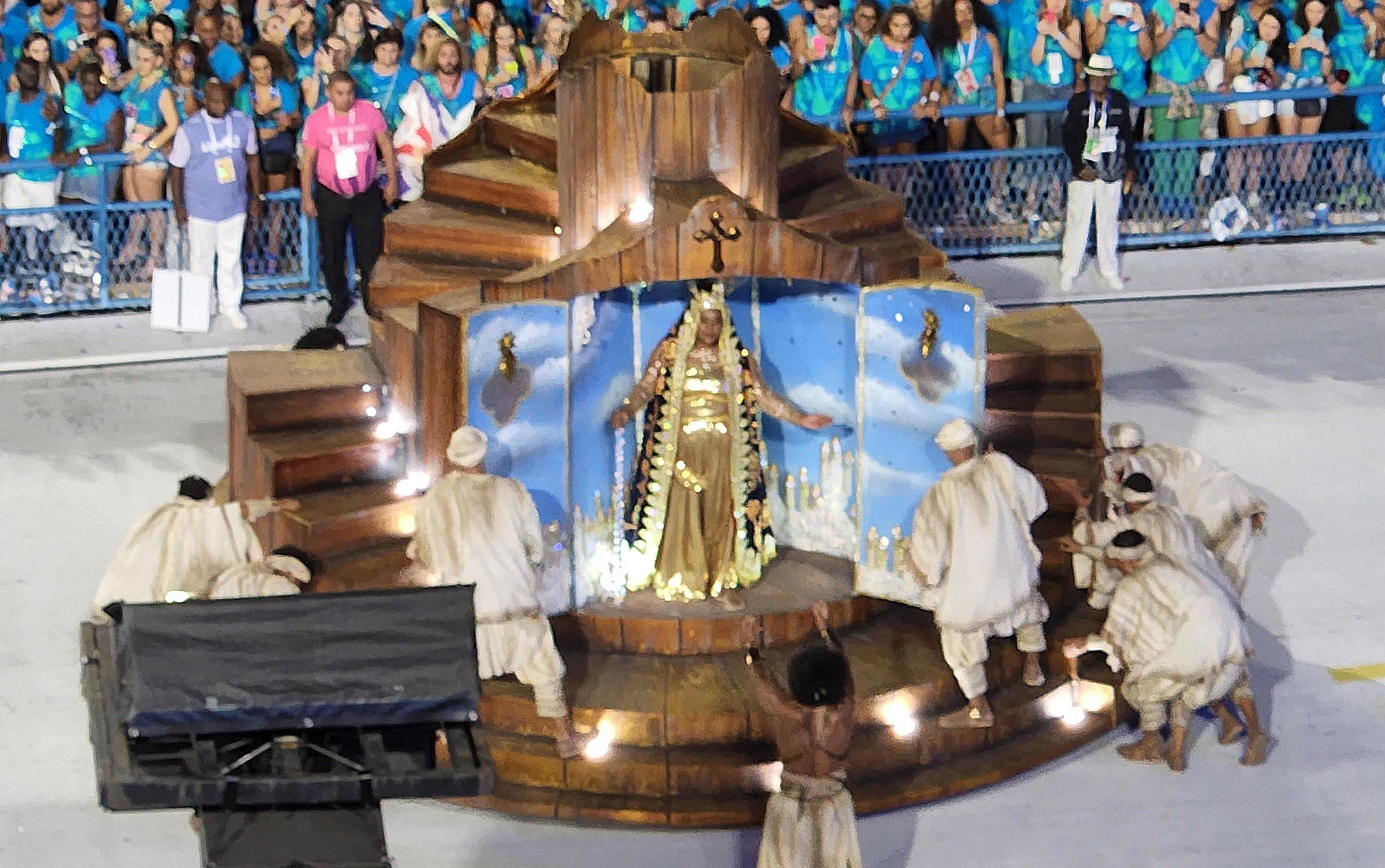
Comissão de Frente da União da Ilha foi a mais premiada da Série Ouro.

- Campeão da Série Ouro, o Império Serrano também recebeu quase todos os prêmios de melhor escola ou desfile do ano. Foram dez prêmios para o Império e dois para a União da Ilha.
- O samba-enredo mais premiado da Série Ouro foi do Império da Tijuca com cinco prêmios.
- O enredo do carnavalesco Guilherme Estevão, do Império da Tijuca, sobre a extinta escola de samba Quilombo, fundada por Candeia, foi o mais premiado do ano, recebendo quatro premiações.
- A bateria Sinfônica do Samba, do Império Serrano, comandada por Mestre Vitinho, foi a mais premiada do ano, recebendo oito prêmios.
- Com sete prêmios, Pitty de Menezes, do Porto da Pedra, foi o intérprete mais premiado.
- Fabrício Pires e Giovanna Justo, do Sossego, e Rodrigo França e Cintya Santos, do Porto da Pedra, foram os casais de mestre-sala e porta-bandeira mais premiados do grupo.
- A comissão de frente da União da Ilha, coreografada por Priscilla Mota e Rodrigo Negri, foi a mais premiada, recebendo seis premiações.
- Destaque também para a harmonia do Império Serrano, vencedora de cinco premiações.

| Prêmios 2022            | Escola / Desfile | Samba-Enredo        | Melhor Enredo     | Melhor Bateria    | Mestre-Sala e Porta-Bandeira                 | Comissão de Frente | Melhor Intérprete            | Ala de Passistas    | Melhor Ala de Baianas | Melhor Carnavalesco           | Melhor Harmonia   | Melhores Alegorias     | Melhores Fantasias     |
| ----------------------- | ---------------- | ------------------- | ----------------- | ----------------- | -------------------------------------------- | ------------------ | ---------------------------- | ------------------- | --------------------- | ----------------------------- | ----------------- | ---------------------- | ---------------------- |
| Estandarte de Ouro      | Império Serrano  | Inocentes           | -                 | -                 | -                                            | -                  | -                            | -                   | -                     | -                             | -                 | -                      | -                      |
| Estrela do Carnaval     | Império Serrano  | Porto da Pedra      | Império da Tijuca | Império Serrano   | Rodrigo e Cintya (Porto da Pedra)            | União da Ilha      | Pitty de M. (Porto da Pedra) | -                   | Unidos de P. Miguel   | -                             | Império Serrano   | Unidos de Padre Miguel | Unidos de Padre Miguel |
| Explosão in Samba       | Império Serrano  | Império da Tijuca   | -                 | Império da Tijuca | Anderson e Eliza (Bangu)                     | União da Ilha      | Pitty de M. (Porto da Pedra) | Império Serrano     | União da Ilha         | -                             | Império da Tijuca | Unidos de P. Miguel    | -                      |
| Fala Galera Carna Insta | Império Serrano  | Porto da Pedra      | Império Serrano   | Vigário Geral     | Fabrício e Giovanna (Sossego)                | Império da Tijuca  | Pitty de M. (Porto da Pedra) | Unidos de P. Miguel | União da Ilha         | Cahê e Severo (União da Ilha) | Império Serrano   | -                      | -                      |
| Feras da Sapucaí        | União da Ilha    | Vigário Geral       | Inocentes         | Império Serrano   | Anderson (Bangu) e Cintya (Porto)            | Império da Tijuca  | Igor Vianna (Imp. Serrano)   | Unidos de P. Miguel | Cubango               | -                             | -                 | -                      | -                      |
| Gato de Prata           | Império Serrano  | Inocentes           | -                 | Império Serrano   | Rodrigo e Cintya (Porto da Pedra)            | União da Ilha      | Pitty de M. (Porto da Pedra) | Unidos de P. Miguel | União da Ilha         | -                             | Império Serrano   | -                      | -                      |
| Gazeta do Rio           | Império Serrano  | Unidos de P. Miguel | Império Serrano   | União da Ilha     | Matheus e Verônica (Império Serrano)         | União da Ilha      | Pitty de M. (Porto da Pedra) | Império da Tijuca   | -                     | Annik Salmon (Porto da Pedra) | -                 | -                      | -                      |
| Prêmio 100% Carnaval    | Império Serrano  | Império da Tijuca   | Império da Tijuca | Império Serrano   | Renan (I. da Tijuca) e Verônica (I. Serrano) | Império da Tijuca  | Ito Melodia (União da Ilha)  | Império da Tijuca   | Império Serrano       | Guilherme (Imp. da Tijuca)    | -                 | União da Ilha          | Império Serrano        |
| Prêmio SRzd             | União da Ilha    | Império da Tijuca   | Império Serrano   | União da Ilha     | Feliciano e Alcione (Estácio de Sá)          | Império da Tijuca  | Ito Melodia (União da Ilha)  | Porto da Pedra      | Unidos de P. Miguel   | Cahê e Severo (União da Ilha) | -                 | -                      | -                      |
| S@mba-Net               | Império Serrano  | Inocentes           | Império da Tijuca | Império Serrano   | Fabrício e Giovanna (Sossego)                | Porto da Pedra     | Pitty de M. (Porto da Pedra) | Vigário Geral       | Império Serrano       | -                             | -                 | União da Ilha          | Unidos de P. Miguel    |
| Troféu Sambario         | Império Serrano  | Império da Tijuca   | -                 | Império Serrano   | -                                            | -                  | Ito Melodia (União da Ilha)  | -                   | -                     | -                             | -                 | -                      | -                      |
| Troféu Tupi             | Império Serrano  | Império da Tijuca   | Império da Tijuca | Império Serrano   | Fabrício e Giovanna (Sossego)                | União da Ilha      | Pitty de M. (Porto da Pedra) | Vigário Geral       | Império Serrano       | -                             | Império Serrano   | União da Ilha          | Unidos de P. Miguel    |
| Plumas & Paetês         | -                | Império Serrano     | -                 | Império Serrano   | Rodrigo e Cintya (Porto da Pedra)            | União da Ilha      | Ito Melodia (União da Ilha)  | -                   | -                     | Cahê e Severo (União da Ilha) | Império Serrano   | -                      | -                      |
| Troféu Bateria          | -                | -                   | -                 | União da Ilha     | -                                            | -                  | -                            | -                   | -                     | -                             | -                 | -                      | -                      |

## Série Prata
Assim como no carnaval anterior, o desfile da Superliga Carnavalesca do Brasil (antiga LIESB) foi dividido em duas noite, sendo que, dessa vez, ficou decidido que uma escola venceria a primeira noite e outra escola venceria a segunda noite. Das duas vencedoras, a que conquistasse maior pontuação seria a campeã da Série Prata, enquanto a outra seria a vice-campeã. As duas são promovidas à Série Ouro de 2023.
Quesitos e julgadores
Foram mantidos os nove quesitos de avaliação dos anos anteriores e a mesma quantidade de julgadores (quatro por quesito). A comissão julgadora foi a mesma nas duas noites.
| Quesitos | Quesitos                     | Julgador 1          | Julgador 2          | Julgador 3           | Julgador 4              |
| -------- | ---------------------------- | ------------------- | ------------------- | -------------------- | ----------------------- |
|          | Mestre-Sala e Porta-Bandeira | Erico Meireles      | Simone de Lima      | Plinio Flores        | Mariana Nogueira        |
|          | Comissão de Frente           | Fernando Marques    | Larissa Bittencourt | Simone Marques       | Rosa Rodrigues          |
|          | Fantasias                    | Roseny Silva        | Claudia Duarte      | Lucio Orlando        | Tina Lucia Araujo Alves |
|          | Alegorias e Adereços         | Carla Maria         | Suellem Lucia       | Debora Flavia Adolfo | Renato Costa da Silva   |
|          | Enredo                       | Leandro Machado     | Evelyn Lopes        | Isaura Alvarez       | Glaucio Baptista        |
|          | Evolução                     | Matheus Vicente     | Jaqueline Rodrigues | Ana Lucia Xavier     | Iona Pontes             |
|          | Harmonia                     | Alexandre Magalhaes | Luciana Azevedo     | Cristina Reis        | Fernanda Santana        |
|          | Samba-Enredo                 | Daniele Batista     | Vinicius Mota       | Caio Gomes           | Aristoteles Neto        |
|          | Bateria                      | Ricardo da Silva    | Wallace Santos      | Paulo Henrique       | Anderson Souza da Silva |

### Primeira noite
A primeira noite de desfiles da Série Prata foi realizada na Estrada Intendente Magalhães, tendo início às 21 horas da sexta-feira, dia 29 de abril de 2022.
Ordem dos desfiles
A ordem dos desfiles foi definida através de sorteio realizado no dia 6 de novembro de 2021 na sede da Superliga. Na ocasião o desfile estava previsto para fevereiro de 2022. Mesmo com o adiamento do carnaval para abril de 2022, a ordem sorteada foi mantida.
| 1. Arame de Ricardo 2. Sereno de Campo Grande 3. Independente da Praça da Bandeira 4. Raça Rubro-Negra 5. Arranco 6. Independentes de Olaria 7. Renascer de Jacarepaguá 8. Império da Uva 9. Acadêmicos da Diversidade 10. Difícil É o Nome 11. Botafogo Samba Clube |

#### Classificação
O Arranco venceu a primeira noite de desfiles da Série Prata garantindo sua promoção à segunda divisão do carnaval, de onde foi rebaixado em 2007. A escola homenageou o cantor Alceu Valença. Por ter somado menos pontos que a vencedora da segunda noite, o Arranco ficou com o título de vice-campeã da Série Prata. Última colocada, a Difícil É o Nome foi rebaixada para a quarta divisão.
| Legenda: Promovida à segunda divisão Rebaixada à quarta divisão |

| Col. | Escola                            | Enredo                                                                               | Carnavalesco(a)                                                | Pontos | Desempate          |
| ---- | --------------------------------- | ------------------------------------------------------------------------------------ | -------------------------------------------------------------- | ------ | ------------------ |
| 1    | Arranco                           | Arranco Anuncia Alceu Valença - O Rei do Frevo e do Maracatu                         | Walter Guilherme                                               | 268,6  | -                  |
| 2    | Renascer de Jacarepaguá           | Jacarepaguá - Fábrica dos Sonhos (Reedição do enredo de 2007)                        | Alex de Oliveira                                               | 268,4  | -                  |
| 3    | Independentes de Olaria           | Batuque pra Penha                                                                    | Alex Carvalho e Caio Cidrini                                   | 268,1  | -                  |
| 4    | Império da Uva                    | Andar com Fé Eu Vou                                                                  | Amauri Santos                                                  | 267,3  | -                  |
| 5    | Sereno de Campo Grande            | Se o Samba Tem Mandinga, Vem da África a Nossa Ginga                                 | Amarildo de Mello e Vagner Lima                                | 267,1  | -                  |
| 6    | Independente da Praça da Bandeira | Dos Encantos do Capibaribe a Frevança Atual… Pernambuco Respira Diversidade Cultural | Ricardo Paulino                                                | 266,6  | -                  |
| 7    | Arame de Ricardo                  | Amor de Carnaval - O que Passou, Passou!                                             | Fábio Giampietro                                               | 265,3  | -                  |
| 8    | Botafogo Samba Clube              | João Saldanha - Um Apaixonado pela Verdade Caminhando em Tempos de Ilusão            | Marcelo Adnet e Ricardo Hessez                                 | 265,1  | -                  |
| 9    | Raça Rubro-Negra                  | Aquarela Brasileira (Reedição do carnaval de 1964 do Império Serrano)                | Jorge Knnawer                                                  | 264,8  | Bateria (30 pts)   |
| 10   | Acadêmicos da Diversidade         | Os Guardiões Indígenas da Floresta Natural, Salve Oxóssi e a Preservação Ambiental   | Actir Gonçalves, Evandro Sebastian, Ismael Costa e Nívea Marta | 264,8  | Bateria (29,9 pts) |
| 11   | Difícil É o Nome                  | Nobreza na Cor, Soberanas na Raça... Rainhas do Ventre da Humanidade                 | Cássio Carvalho                                                | 262,2  | -                  |

### Segunda noite
A segunda noite de desfiles da Série Prata foi realizada na Estrada Intendente Magalhães, tendo início às 20 horas do sábado, dia 30 de abril de 2022.
Ordem dos desfiles
A ordem dos desfiles foi definida através de sorteio realizado no dia 6 de novembro de 2021 na sede da Superliga. Na ocasião o desfile estava previsto para fevereiro de 2022. Mesmo com o adiamento do carnaval para abril de 2022, a ordem sorteada foi mantida.
| 1. Alegria da Zona Sul 2. Acadêmicos da Rocinha 3. Unidos da Villa Rica 4. Caprichosos de Pilares 5. União de Jacarepaguá 6. Leão de Nova Iguaçu 7. Unidos da Vila Santa Tereza 8. Unidos da Vila Kennedy 9. União de Maricá 10. União do Parque Curicica 11. Rosa de Ouro 12. Acadêmicos da Abolição 13. União do Parque Acari 14. Unidos do Jacarezinho |

#### Classificação
A União de Jacarepaguá foi a campeã da Série Prata por ter somado mais pontos entre as 25 escolas do grupo. A União venceu a segunda noite de desfiles garantindo seu retorno à segunda divisão do carnaval, de onde foi rebaixada em 2014. O desfile da escola propôs uma reflexão crítica sobre os 150 anos da promulgação da Lei do Ventre Livre. Últimas colocadas, Unidos da Villa Rica e Unidos da Vila Kennedy foram rebaixadas para a quarta divisão.
| Legenda: Promovida à segunda divisão Rebaixadas à quarta divisão |

| Col. | Escola                      | Enredo | Carnavalesco(a)                                             | Pontos | Desempate          |
| ---- | --------------------------- | --- | ----------------------------------------------------------- | ------ | ------------------ |
| 1    | União de Jacarepaguá        | De Ventres Africanos, os Sonhos por Liberdade!                                                                       | Lucas Lopes                                                 | 269,8  | -                  |
| 2    | Acadêmicos da Rocinha       | Eu Sou o Samba, a Voz do Morro Sou Eu Mesmo sim Senhor: Carnaval e Samba, a Mais Bela Expressão Cultural de Uma Raça | Marcus Paulo                                                | 269,5  | -                  |
| 4    | União de Maricá             | A Revolução pela Alegria... Uma Ópera Popular                                                                        | Renato Figueiredo                                           | 269    | Bateria (30 pts)   |
| 4    | Unidos do Jacarezinho       | Ave, Ave Rainha Senhora da Berlinda                                                                                  | Flavio Lins                                                 | 269    | Bateria (29,9 pts) |
| 5    | Caprichosos de Pilares      | Circo Brazuca | Bruno de Oliveira                                           | 268,7  | -                  |
| 6    | União do Parque Curicica    | Abayomis - O Encontro Precioso das Yas                                                                               | Alan Dias e Marco Antônio Falleiros                         | 268,5  | -                  |
| 7    | Unidos da Vila Santa Tereza | Obinrin Agbara, a Saga das Guerreiras                                                                                | Caaio Araujo                                                | 268,1  | -                  |
| 8    | Rosa de Ouro                | Coroaci, a Terra do Sol                                                                                              | Catia Calixto, Felipe Saldanha e Cesar Portela              | 267,8  | -                  |
| 9    | Leão de Nova Iguaçu         | Dedé da Portela - Fez da Vida Poesia e Cantou Sua Alegria em Tempo de Carnaval                                       | Léo Mídia                                                   | 267,3  | -                  |
| 10   | União do Parque Acari       | A Coroa Imperiana nos Braços da Nação Acariense                                                                      | André Tabuquine                                             | 267,2  | -                  |
| 11   | Alegria da Zona Sul         | Até que Enfim... Aroldo Santos                                                                                       | Deco e Andre Wendos                                         | 267    | -                  |
| 12   | Acadêmicos da Abolição      | É Samba, É Popular. É Alex Escobar                                                                                   | Vladimir Oliveira Rocha, Léo Torres e Raquel da Silva Faria | 266,9  | -                  |
| 13   | Unidos da Villa Rica        | Caboclo - Bradou na Mata. Hoje É Dia de Festa. Traz o Axé dos Seus Irmãos. Viva o Povo da Floresta                   | Juniel Dias                                                 | 265,7  | -                  |
| 14   | Unidos da Vila Kennedy      | I Have a Dream... e os Sonhos de Liberdade                                                                           | Fábio Henriques                                             | 264,6  | -                  |

## Grupo B
O desfile do Grupo B organizado pela Liga Independente Verdadeira Raízes das Escolas de Samba (LIVRES) foi realizado no domingo, dia 1 de maio de 2022, na Estrada Intendente Magalhães, logo após o desfile do Grupo C da mesma liga. O desfile da LIVRES ocorreu de forma independente ao da Série Prata, organizado pela Superliga. Os dois desfiles representam a terceira divisão do carnaval, mas a Superliga não reconhece o campeonato da LIVRES e a LIVRES não conseguiu, na Justiça, promover os vencedores de seu concurso para a segunda divisão.
Ordem dos desfiles
A ordem dos desfiles foi definida através de sorteio realizado no dia 8 de janeiro de 2022 na quadra da Vizinha Faladeira.
| 1. Chatuba de Mesquita 2. Unidos do Cabuçu 3. Unidos de Lucas 4. Vizinha Faladeira 5. Unidos de São Cristóvão 6. Imperadores Rubro-Negros 7. Siri de Ramos 8. Acadêmicos do Engenho da Rainha 9. Flor da Mina do Andaraí 10. Feitiço Carioca |

Quesitos e julgadores
| Quesitos | Quesitos                     | Julgador 1                     | Julgador 2            | Julgador 3                   |
| -------- | ---------------------------- | ------------------------------ | --------------------- | ---------------------------- |
|          | Alegorias e Adereços         | Alexandre Gonçalves            | Levi Cintra           | José Antonio Rodrigues Filho |
|          | Bateria                      | Nelson Nunes Pestana           | Edmar Silva           | André Bonnati                |
|          | Evolução                     | Renata Costa Corado            | Marcus Guimarães      | Gisele Borges                |
|          | Harmonia                     | Thiago Luiz dos Santos Ribeiro | Jorge Mendes Carneiro | Bruno Mariozz Coelho Cardoso |
|          | Samba-Enredo                 | Sérgio Pires Lobato            | Marcus Monteiro       | Sandro Carvalho              |
|          | Fantasias                    | Maria Cristina Vital Chaves    | Maria Angélica Lessa  | Isabel Cristina Célia Caldas |
|          | Enredo                       | José Maurício Paula Tavares    | Vitor Mota dos Santos | Carlos Carvalho da Silva     |
|          | Mestre-Sala e Porta-Bandeira | Amaury Lorenzo                 | Andrezza Viviane      | Rubem Cortêz                 |
|          | Comissão de Frente           | Roberto Lima                   | Ana Elisabeth Nunes   | Douglas Schneider            |

### Classificação
Com um desfile sobre o tambor de crioula, a Acadêmicos do Engenho da Rainha foi campeã do Grupo B com um décimo de diferença para a Vizinha Faladeira. Segundo o regulamento da LIVRES, a escola campeã seria promovida à segunda divisão, mas a LIGA RJ (liga organizadora da Série Ouro) não reconhece o campeonato da LIVRES, decidindo promover apenas as duas primeiras colocadas do Série Prata.
| Col. | Escola                          | Enredo                                                                                             | Carnavalesco(a)                      | Pontos |
| ---- | ------------------------------- | -------------------------------------------------------------------------------------------------- | ------------------------------------ | ------ |
| 1    | Acadêmicos do Engenho da Rainha | Punga, Crioula!                                                                                    | Leo Jesus                            | 269,5  |
| 2    | Vizinha Faladeira               | A Fórmula da Água                                                                                  | Jean Rodrigues                       | 269,4  |
| 3    | Unidos do Cabuçu                | Deu a Louca na História! E Agora Stanislaw, como É que Fica? (Reedição do enredo de 1986)          | Laerte Gulline, Ted e Maurício Fraga | 268    |
| 4    | Unidos de Lucas                 | Festejando, Eu Mando a Tristeza Embora. A Unidos de Lucas É só Alegria                             | Fran Sérgio e Walter Guilherme       | 267,9  |
| 5    | Unidos de São Cristóvão         | Menino Silas                                                                                       | Lane Santana                         | 266,5  |
| 6    | Flor da Mina do Andaraí         | Em Romaria a Juazeiro do Norte, a Flor da Mina do Andaraí Vem Pedir a Benção a Meu Padim Pade Ciço | Robson Goulart e Paulo 10            | 265,9  |
| 7    | Imperadores Rubro-Negros        | Olelé, Olelé: Uma Herança do Continente Africano                                                   | Sandro Raully                        | 265,5  |
| 8    | Chatuba de Mesquita             | Cortejo aos Reis do Congo                                                                          | Matheus Rodrigues                    | 265,2  |
| 9    | Siri de Ramos                   | Entre Percussão, Coração e a Coroa que Te Rege, Mestre Beto É Nota 10!                             | Comissão de Carnaval                 | 265    |
| 10   | Feitiço Carioca                 | O Circo do Zé Povão: O Picadeiro Brasileiro                                                        | Comissão de Carnaval                 | 264,1  |

## Série Bronze
O desfile da Série Bronze foi organizado pela Superliga e realizado na Estrada Intendente Magalhães, tendo início às 20 horas da sexta-feira, dia 22 de abril de 2022.
Ordem dos desfiles
A ordem dos desfiles foi definida através de sorteio realizado no dia 6 de novembro de 2021 na sede da Superliga. Na ocasião o desfile estava previsto para fevereiro de 2022. Mesmo com o adiamento do carnaval para abril de 2022, a ordem sorteada foi mantida.
| 1. Mocidade Unida do Santa Marta 2. Acadêmicos do Jardim Bangu 3. União Cruzmaltina 4. Império de Petrópolis (não desfilou) 5. Acadêmicos do Dendê 6. Acadêmicos do Peixe 7. Império Ricardense 8. Vicente de Carvalho 9. Guerreiros Tricolores 10. Unidos de Manguinhos 11. Acadêmicos de Jacarepaguá 12. Arrastão de Cascadura |

Quesitos e julgadores
Foram mantidos os nove quesitos de avaliação dos anos anteriores e a mesma quantidade de julgadores (quatro por quesito).
| Quesitos | Quesitos                     | Julgador 1          | Julgador 2          | Julgador 3           | Julgador 4              |
| -------- | ---------------------------- | ------------------- | ------------------- | -------------------- | ----------------------- |
|          | Mestre-Sala e Porta-Bandeira | Erico Meireles      | Simone de Lima      | Plinio Flores        | Mariana Nogueira        |
|          | Comissão de Frente           | Fernando Marques    | Larissa Bittencourt | Simone Marques       | Rosa Rodrigues          |
|          | Fantasias                    | Roseny Silva        | Claudia Duarte      | Lucio Orlando        | Tina Lucia Araujo Alves |
|          | Alegorias e Adereços         | Carla Maria         | Suellem Lucia       | Debora Flavia Adolfo | Renato Costa da Silva   |
|          | Enredo                       | Leandro Machado     | Evelyn Lopes        | Isaura Alvarez       | Glaucio Baptista        |
|          | Evolução                     | Matheus Vicente     | Jaqueline Rodrigues | Ana Lucia Xavier     | Iona Pontes             |
|          | Harmonia                     | Alexandre Magalhaes | Luciana Azevedo     | Cristina Reis        | Fernanda Santana        |
|          | Samba-Enredo                 | Daniele Batista     | Vinicius Mota       | Caio Gomes           | Aristoteles Neto        |
|          | Bateria                      | Ricardo da Silva    | Wallace Santos      | Paulo Henrique       | Anderson Souza da Silva |

### Classificação
Arrastão de Cascadura foi a campeã da Série Bronze garantindo sua promoção à terceira divisão do carnaval, de onde foi rebaixada em 2009. A escola realizou um desfile sobre o frevo, reeditando seu enredo de 1995. As seis primeiras escolas foram promovidas à terceira divisão. Para 2023, a Superliga aumentou a quantidade de escolas e dividiu o desfile da Série Bronze em duas noites, por isso nenhuma escola foi rebaixada em 2022.
| Legenda: Promovidas à terceira divisão |

| Col.                                 | Escola                        | Enredo                                                                                       | Carnavalesco(a)              | Pontos |
| ------------------------------------ | ----------------------------- | -------------------------------------------------------------------------------------------- | ---------------------------- | ------ |
| 1                                    | Arrastão de Cascadura         | Frevança (Reedição do enredo de 1995)                                                        | Sandro Gomes e Alan Porfírio | 269,8  |
| 2                                    | União Cruzmaltina             | O Meu Coração É a Tua Morada                                                                 | Rodrigo Almeida              | 269,6  |
| 3                                    | Acadêmicos do Peixe           | Nós Vamos Invadir Sua Praia                                                                  | Thiago Avis                  | 269,5  |
| 4                                    | Mocidade Unida do Santa Marta | Furacão... do Meu Samba, Inspiração!                                                         | Miro Freitas                 | 268,7  |
| 5                                    | Acadêmicos do Dendê           | Uma Viagem Encantada ao Imaginário Infantil                                                  | Mário Bandeira               | 267,4  |
| 6                                    | Acadêmicos de Jacarepaguá     | Okê Caboclo! Salve as Matas do Meu Brasil                                                    | Yuri Martins                 | 267,1  |
| 7                                    | Guerreiros Tricolores         | Forjados nas Cores do Guerreiro, Nosso Lema É Vencer ou Vencer!                              | Comissão de Carnaval         | 267    |
| 8                                    | Vicente de Carvalho           | Lunda Semba - A Voz do Morro Agoniza mas não Morre                                           | Comissão de Carnaval         | 266,9  |
| 9                                    | Acadêmicos do Jardim Bangu    | Entre Lendas, Culturas e Mistérios, Jardim Bangu Desagua Num Rio-mar de Amor                 | Marcello Portella            | 266,8  |
| 10                                   | Império Ricardense            | Ticuna - As Encatarias do Povo Pescado por Yoi nas Sagradas Águas Vermelhas do Igarapé Eware | Comissão de Carnaval         | 265    |
| 11                                   | Unidos de Manguinhos          | Maria Helena - A Imperatriz da Passarela                                                     | Diângelo Fernandes           | 264,3  |
| Império de Petrópolis (não desfilou) |                               |                                                                                              |                              |        |

## Grupo C
O desfile do Grupo C, organizado pela LIVRES, foi realizado no domingo, dia 1 de maio de 2022, na Estrada Intendente Magalhães, a partir das 17 horas. O desfile da LIVRES ocorreu de forma independente ao da Série Bronze, organizado pela Superliga. Os dois desfiles representam a quarta divisão do carnaval, mas a Superliga não reconhece o campeonato da LIVRES e a LIVRES não conseguiu, na Justiça, promover os vencedores de seu concurso para a terceira divisão.
| Ordem dos desfiles                                                          |
| 1. União do Vilar Carioca 2. Mocidade do Porto 3. Boi da Ilha do Governador |

Quesitos e julgadores
| Quesitos | Quesitos                     | Julgador 1                  | Julgador 2            | Julgador 3                   |
| -------- | ---------------------------- | --------------------------- | --------------------- | ---------------------------- |
|          | Alegorias e Adereços         | Alexandre Gonçalves         | Levi Cintra           | José Antonio Rodrigues Filho |
|          | Enredo                       | José Maurício Paula Tavares | André Camargo de Melo | Carlos Carvalho da Silva     |
|          | Mestre-Sala e Porta-Bandeira | Amaury Lorenzo              | Andrezza Viviane      | Rubem Cortêz                 |
|          | Fantasias                    | Maria Cristina Vital Chaves | Maria Angélica Lessa  | Isabel Cristina              |
|          | Comissão de Frente           | Roberto Lima                | Ana Elisabeth Nunes   | Douglas Luiz de Almeida      |
|          | Harmonia                     | Thiago Luiz dos Santos      | Jorge Mendes Carneiro | Bruno Mariozz Coelho Cardoso |
|          | Samba-Enredo                 | Sérgio Pires Lobato         | Marcus Monteiro       | Sandro Carvalho              |
|          | Evolução                     | Renata Costa Corado         | Marcus Guimarães      | Gisele Borges                |
|          | Bateria                      | Nelson Nunes Pestana        | Edmar Silva           | André Bonnati                |

### Classificação
Em sua volta aos desfiles após quatro anos de hiato, o Boi da Ilha do Governador foi campeão do Grupo C com 2,7 de diferença para a Mocidade do Porto. O Boi da Ilha realizou um desfile em homenagem ao cantor Ito Melodia.
| Col. | Escola                    | Enredo                                                 | Carnavalesco(a)                                 | Pontos |
| --- | ------------------------- | ------------------------------------------------------ | ----------------------------------------------- | ------ |
| 1 | Boi da Ilha do Governador | Ito... nas Asas do Amor, Faz da Vida Melodia           | Luiz Guilherme Alexandre                        | 269    |
| 2 | Mocidade do Porto         | Quiva e Laiá, Itaguaí! Memórias de Uma Cidade Indígena | Guilherme Diniz, Rodrigo Marques e Nelson Costa | 266,3  |
| 3 | União do Vilar Carioca    | Da Magia de Um Olhar Surge o Circo no Vilar            | Cleber e Jonh Roberto                           | 264,6  |
| Acadêmicos do Anil; Apoteose Carioca; Garras do Tigre; Mensageiros da Paz; Novo Império; Pingo D'Água; União de Vaz Lobo e Urubu Samba não desfilaram |                           |                                                        |                                                 |        |

## Grupo de Avaliação
O desfile do Grupo de Avaliação foi organizado pela Superliga e realizado na Estrada Intendente Magalhães, tendo início às 20 horas da quinta-feira, dia 21 de abril de 2022.
Ordem dos desfiles
A ordem dos desfiles foi definida através de sorteio realizado em dezembro de 2021 na sede da Superliga. Na ocasião o desfile estava previsto para março de 2022. Após o adiamento do carnaval para abril de 2022, apenas Fla Manguaça e Mocidade Unida da Cidade de Deus inverteram posições.
| 1. Império de Brás de Pina 2. Bangay 3. Coroa Imperial 4. Alegria do Vilar 5. Fla Manguaça 6. Mocidade Unida da Cidade de Deus 7. Camisa 10 8. Unidos da Barra da Tijuca 9. Balanço do Irajá (não desfilou) 10. Unidos de Cosmos 11. Império da Zona Norte 12. Coroado de Jacarepaguá 13. Concentra Imperial 14. Unidos do Cabral 15. Império de Nova Iguaçu 16. Tubarão de Mesquita 17. Acadêmicos da Pedra Branca (não desfilou) 18. Colibri (não desfilou) 19. Gato de Bonsucesso 20. Flor do Jardim Primavera 21. União Rio Minas (não desfilou) |

Quesitos e julgadores
Foram mantidos os nove quesitos de avaliação dos anos anteriores e a mesma quantidade de julgadores (dois por quesito).
| Quesitos | Quesitos                     | Julgador 1              | Julgador 2              |
| -------- | ---------------------------- | ----------------------- | ----------------------- |
|          | Mestre-Sala e Porta-Bandeira | Mariana Nogueira        | Plinio Flores           |
|          | Comissão de Frente           | Rosa Rodrigues          | Larissa Bittencourt     |
|          | Fantasias                    | Tina Lucia Araujo Alves | Claudia Duarte          |
|          | Alegorias e Adereços         | Suellem Lucia           | Debora Flavia Adolfo    |
|          | Enredo                       | Evelyn Lopes            | Glaucio Baptista        |
|          | Evolução                     | Ana Lucia Xavier        | Iana Pontes             |
|          | Harmonia                     | Fernanda Santana        | Luciana Azevedo         |
|          | Samba-Enredo                 | Daniele Batista         | Caio Gomes              |
|          | Bateria                      | Paulo Henrique          | Anderson Souza da Silva |

### Classificação
Em seu ano de estreia como escola de samba, a torcida organizada Fla Manguaça venceu o Grupo de Avaliação garantindo sua promoção à quarta divisão junto com as oito primeiras colocadas do grupo.
| Legenda: Promovidas à quarta divisão |

| Col.                                                                                    | Escola                           | Enredo                                                                                                 | Carnavalesco(a)           | Pontos | Desempate           |
| --------------------------------------------------------------------------------------- | -------------------------------- | --- | ------------------------- | ------ | ------------------- |
| 1                                                                                       | Fla Manguaça                     | Sou Resistência! Sou da Pele Preta! Sou Voz da Favela que não se Cala! Muito Prazer, Sou Fla Manguaça! | Amarildo de Mello         | 179,5  | -                   |
| 2                                                                                       | Tubarão de Mesquita              | Mesquita Futebol Clube – De Barão à Tubarão                                                            | Comissão de Carnaval      | 179,4  | -                   |
| 3                                                                                       | Concentra Imperial               | Pimenta nos Olhos dos Outros É... Concentra                                                            | Galileu Santos            | 179,3  | -                   |
| 4                                                                                       | Mocidade Unida da Cidade de Deus | Mitos, Lendas, Devoção, Adoração - Mocidade Unida Canta o Sol, a Divina Criação                        | Plínio Santtos            | 179,2  | -                   |
| 5                                                                                       | Bangay                           | Os Segredos e os Mistérios do 7                                                                        | Sandra Andréa             | 178,8  | -                   |
| 6                                                                                       | Unidos da Barra da Tijuca        | A Arte de Sorrir Cada Vez que o Mundo Diz Não!                                                         | Marco Aramha              | 178,6  | -                   |
| 7                                                                                       | Gato de Bonsucesso               | Respeito É Bom e Eu Gosto!                                                                             | Marcos Salles             | 178,3  | -                   |
| 8                                                                                       | Unidos do Cabral                 | Movimento                                                                                              | Leonardo Soares           | 178,2  | -                   |
| 9                                                                                       | Alegria do Vilar                 | A Esperança... De que Dias Melhores Virão                                                              | Miro Freitas              | 178    | -                   |
| 10                                                                                      | Império da Zona Norte            | Negritude - Heranças do Solo Africano                                                                  | Caaio Araújo e Elvis Luiz | 177,7  | -                   |
| 11                                                                                      | Unidos de Cosmos                 | Pedro Paulo "nos Braços do Povo"                                                                       | Alex Porfírio             | 177,1  | -                   |
| 12                                                                                      | Coroado de Jacarepaguá           | No Cortejo da Folia, Sou Coroado na Avenida                                                            | Guto Carrilho             | 177    | -                   |
| 13                                                                                      | Império de Nova Iguaçu           | De Neguinho da Vala a Neguinho da Beija-Flor, Nasce o Império, Raiz da Voz que não Cala!               | Comissão de Carnaval      | 176,7  | Evolução (19,9 pts) |
| 14                                                                                      | Coroa Imperial                   | Umbanda - Raízes Fortes da Espiritualidade Brasileira                                                  | Matheus Brito             | 176,7  | Evolução (19,8 pts) |
| 15                                                                                      | Império de Brás de Pina          | Entre Fadas e Bruxas, Uma Visão Infantil, Entre o Sonho e a Realidade                                  | Marcos Calheiros          | 176,5  | -                   |
| 16                                                                                      | Camisa 10                        | Michael Sullivan, My Life. Uma História de Sucesso em Retratos e Canções                               | Amauri Santos             | 174,2  | -                   |
| 17                                                                                      | Flor do Jardim Primavera         | Prazer                                                                                                 | Comissão de Carnaval      | 154    | -                   |
| Acadêmicos da Pedra Branca; Balanço do Irajá; Colibri; e União Rio Minas não desfilaram |                                  | |                           |        |                     |

## Escolas mirins
O desfile das escolas mirins foi organizado pela Associação das Escolas de Samba Mirins do Rio de Janeiro (AESM-Rio) e realizado no Sambódromo da Marquês de Sapucaí, a partir das 16 horas do domingo, dia 24 de abril de 2022. As escolas mirins não são julgadas.
| Ordem dos desfiles | Escola                                 | Enredo |
| ------------------ | -------------------------------------- | --- |
| 1                  | Ainda Existem Crianças na Vila Kennedy | Fazer Aniversário É Celebrar a Vida, e Hoje É o Meu Dia de Festa                                              |
| 2                  | Corações Unidos do Ciep                | Vivendo e Aprendendo a Jogar                                                                                  |
| 3                  | Império do Futuro                      | A Peleja Curumim Contra o Monstro Jurupari                                                                    |
| 4                  | Pimpolhos da Grande Rio                | Olha, Que Linda a Quitandinha de Erê                                                                          |
| 5                  | Golfinhos do Rio de Janeiro            | A Golfinhos Invade o Nordeste                                                                                 |
| 6                  | Herdeiros da Vila                      | Você Semba Lá… Que Eu Sambo Cá! O Canto Livre de Angola (Reedição do enredo de 2012 da Unidos de Vila Isabel) |
| 7                  | Aprendizes do Salgueiro                | Rio de Lá pra Cá (Reedição do enredo de 1994 dos Acadêmicos do Salgueiro)                                     |
| 8                  | Filhos da Águia                        | É Festa! |
| 9                  | Infantes do Lins                       | Nossos Valores em Contos e Fábulas                                                                            |
| 10                 | Nova Geração do Estácio de Sá          | Marlene Povão, Bate o Lindo Coração desta Nova Geração                                                        |
| 11                 | Mangueira do Amanhã                    | Obrigado do Fundo do Nosso Quintal                                                                            |
| 12                 | Estrelinha da Mocidade                 | A Festa do Divino (Reedição do enredo de 1974 da Mocidade Independente)                                       |
| 13                 | Petizes da Penha                       | Era Uma Vez… Mais Uma Vez… Outra Vez                                                                          |
| 14                 | Miúda da Cabuçu                        | A Influência Africana no Carnaval Carioca                                                                     |

## Blocos de enredo
Os desfiles foram organizados pela Federação dos Blocos Carnavalescos do Estado do Rio de Janeiro (FBCERJ). Em relação ao carnaval anterior, de 2020, o terceiro grupo foi extinto; e a nomenclatura dos grupos mudou de A e B para 1 e 2. A ordem dos desfiles foi definida através de sorteio realizado no dia 18 de março de 2021 na sede da FBCERJ. Na ocasião os desfiles estavam previstos para fevereiro de 2022. Mesmo com o adiamento do carnaval para abril de 2022, a ordem sorteada foi mantida.

### Grupo 1
O desfile foi realizado a partir das 23 horas da quarta-feira, dia 20 de abril de 2022, na Estrada Intendente Magalhães.
| Ordem dos desfiles |
| 1. Novo Horizonte 2. Flor da Primavera 3. Mocidade Unida da Mineira 4. Bloco do Barriga 5. União da Ponte 6. Raízes da Tijuca 7. Unidos do Alto da Boa Vista 8. Império do Gramacho 9. Cometas do Bispo 10. Bloco do China 11. Acadêmicos do Vidigal |

Quesitos e julgadores
Foram mantidos os oito quesitos de avaliação dos anos anteriores e a mesma quantidade de julgadores (dois por quesito).
| Quesitos | Quesitos                                      | Julgador 1          | Julgador 2              |
| -------- | --------------------------------------------- | ------------------- | ----------------------- |
|          | Coreografia de Mestre-Sala e Porta-Estandarte | Claudio Dominicina  | Cíntia Ribeiro          |
|          | Estandarte                                    | José Bonifácio      | Rayane Brasil da Silva  |
|          | Enredo                                        | Vanessa Fontana     | Alex Lima               |
|          | Alegoria                                      | Andreia Vieira      | Arleson Rezende         |
|          | Fantasias                                     | Ricardo San Martine | Célia de Franco         |
|          | Evolução                                      | Marcelo Luz         | Renato Marques da Silva |
|          | Samba-Enredo                                  | Claudinho D.        | João Mendes             |
|          | Bateria                                       | Arthur H.           | Valter Honorato         |

#### Classificação
Bloco do Barriga foi campeão com larga vantagem de diferença para o vice, Acadêmicos do Vidigal. Raízes da Tijuca e Flor da Primavera, último e penúltimo colocados respectivamente, foram rebaixados para o Grupo 2.
| Legenda: Campeão Rebaixados para o Grupo 2 * Sem informação disponível |

| Col. | Bloco                       | Enredo                              | Carnavalesco(a)                     | Pontos | Desempate          |
| ---- | --------------------------- | ----------------------------------- | ----------------------------------- | ------ | ------------------ |
| 1    | Bloco do Barriga            | A Farra do Boto Namorado            | Raphael Ladeira                     | 174,9  | -                  |
| 2    | Acadêmicos do Vidigal       | Yabás                               | Comissão de Carnaval                | 169,5  | -                  |
| 3    | Cometas do Bispo            | Eu sou Cometas                      | Oziene Furttado                     | 169    | -                  |
| 4    | Novo Horizonte              | Circus                              | Alexandre Machado                   | 168,7  | -                  |
| 5    | Mocidade Unida da Mineira   | *                                   | Darlene Higino                      | 168,5  | Bateria (20 pts)   |
| 6    | Bloco do China              | O Rio de Janeiro Continua Lindo...  | Wilson Pralon                       | 168,5  | Bateria (19,9 pts) |
| 7    | União da Ponte              | *                                   | Reinaldo Silveira                   | 167,9  | -                  |
| 8    | Império do Gramacho         | *                                   | Jorge Luiz, José Márcio e Cid Souza | 167,2  | -                  |
| 9    | Unidos do Alto da Boa Vista | *                                   | Luan Vieira e Jussara Barbosa       | 167,1  | -                  |
| 10   | Flor da Primavera           | *                                   | Fabiano Ferraro                     | 166,1  | -                  |
| 11   | Raízes da Tijuca            | Raízes nos Palcos do Coração do Rio | André Tabuquine                     | 162,3  | -                  |

### Grupo 2

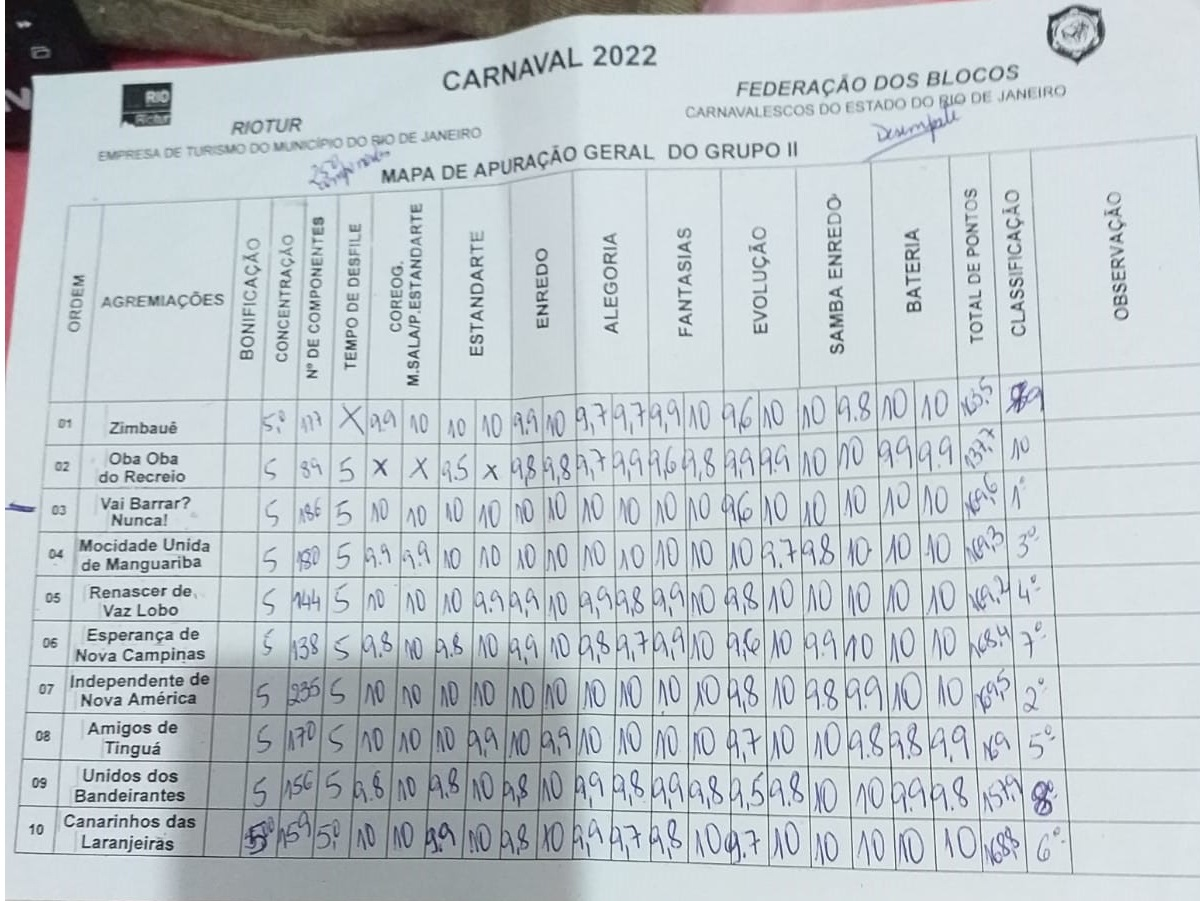
Mapa de notas Grupo B dos Blocos - 2022

O desfile foi realizado a partir das 17 horas da quarta-feira, dia 20 de abril de 2022, na Estrada Intendente Magalhães.
| Ordem dos desfiles |
| 1. Zimbauê 2. Oba-Oba do Recreio 3. Mocidade Unida de Manguariba 4. Renascer de Vaz Lobo 5. Esperança de Nova Campina 6. Independente de Nova América 7. Amigos de Tinguá 8. Unidos do Bandeirante 9. Canários das Laranjeiras |

Quesitos e julgadores
Foram mantidos os oito quesitos de avaliação dos anos anteriores e a mesma quantidade de julgadores (dois por quesito).
| Quesitos | Quesitos                                      | Julgador 1         | Julgador 2              |
| -------- | --------------------------------------------- | ------------------ | ----------------------- |
|          | Coreografia de Mestre-Sala e Porta-Estandarte | Adriane Nunes      | Carla Barbosa           |
|          | Estandarte                                    | Elis Viana         | Nádia Narciso           |
|          | Enredo                                        | Nilsa Mendes       | Rafael Almada           |
|          | Alegoria                                      | Alexandra Carla    | Laerte Bulini           |
|          | Fantasias                                     | Elaine Albuquerque | Andreia Moreira         |
|          | Evolução                                      | Daniele Dias       | Luiz Coimbra            |
|          | Samba-Enredo                                  | Eduardo Maciel     | Tito Silva              |
|          | Bateria                                       | Fernando Mota      | Márcio de Souza Cesário |

#### Classificação
Vai Barrar? Nunca! foi o campeão, sendo promovido ao Grupo 1. Último colocado, o Oba-Oba do Recreio foi suspenso de desfilar no carnaval de 2023, retornando ao Grupo 2 no desfile de 2024.
| Legenda: Promovido ao Grupo 1 Suspenso de desfilar por um ano * Sem informação disponível |

| Col. | Bloco                        | Enredo                                                                              | Carnavalesco(a)           | Pontos |
| ---- | ---------------------------- | ----------------------------------------------------------------------------------- | ------------------------- | ------ |
| 1    | Vai Barrar? Nunca!           | Já Vi Esse Filme                                                                    | Jairo Gama                | 169,6  |
| 2    | Independente de Nova América | Rezadeiras - O Amor que Faz Milagres!                                               | Juninho Fala Sério        | 169,5  |
| 3    | Mocidade Unida de Manguariba | Um Passeio com Júlio Mattos, Mãos de Ouro que Fizeram Sonhos                        | Ricardo Nascimento        | 169,3  |
| 4    | Renascer de Vaz Lobo         | Da Mitologia a Religião, a Renascer Mergulha num Mar de Emoção                      | Comissão de Carnaval      | 169,2  |
| 5    | Amigos de Tinguá             | Reserva Biológica do Tinguá - a Amazônia do Sudeste                                 | Comissão de Carnaval      | 169    |
| 6    | Canários das Laranjeiras     | Namastê, Canários!                                                                  | Agnaldo Corrêa            | 168,8  |
| 7    | Esperança de Nova Campina    | *                                                                                   | Eric Jonathan             | 168,4  |
| 8    | Unidos do Bandeirante        | Da África ao Brasil, Negro Este Povo Varonil...                                     | Gilmar Oliveira           | 167,8  |
| 9    | Zimbauê                      | Sagrado Saber Ancestral: Nas Batidas do Tambor, a Saudade que o Tempo não Silenciou | Caio Santos e Igor Soares | 163,5  |
| 10   | Oba-Oba do Recreio           | *                                                                                   | Laerte Gulini             | 137,7  |

## Blocos de rua

### Sambúrbio
A Liga dos Blocos de Rua do Subúrbio do Rio de Janeiro - Sambúrbio, fez o seu desfile de estreia, sendo a única liga de blocos de rua da cidade a organizar desfiles no Carnaval de 2022, diferentemente da Sebastiana e da LIBERJ, cujos blocos não desfilaram.
| Legenda: Bloco campeão * Sem informação disponível |

| Colocação | Bloco                     | Enredo                                            | Diretor de Carnaval | Ref    |
| --------- | ------------------------- | ------------------------------------------------- | ------------------- | ------ |
| 1         | Alegria de Quintino       | Mestre Grelha - A raiz do samba                   | *                   | [ 99 ] |
| 2         | Deportivo Bola Club       | Flauzina 102 anos - Pra sempre em nossa história! | Claudete Umbelino   | [ 99 ] |
| 3         | Quem é Corno Me Acompanha | Quem é Corno Me Acompanha                         | *                   | [ 99 ] |
| 4         | Tô na Merda               | Não desfilou                                      | Não desfilou        | [ 99 ] |
| 4         | Amigos da Esquina         | Não desfilou                                      | Não desfilou        | [ 99 ] |

Prêmios Especiais

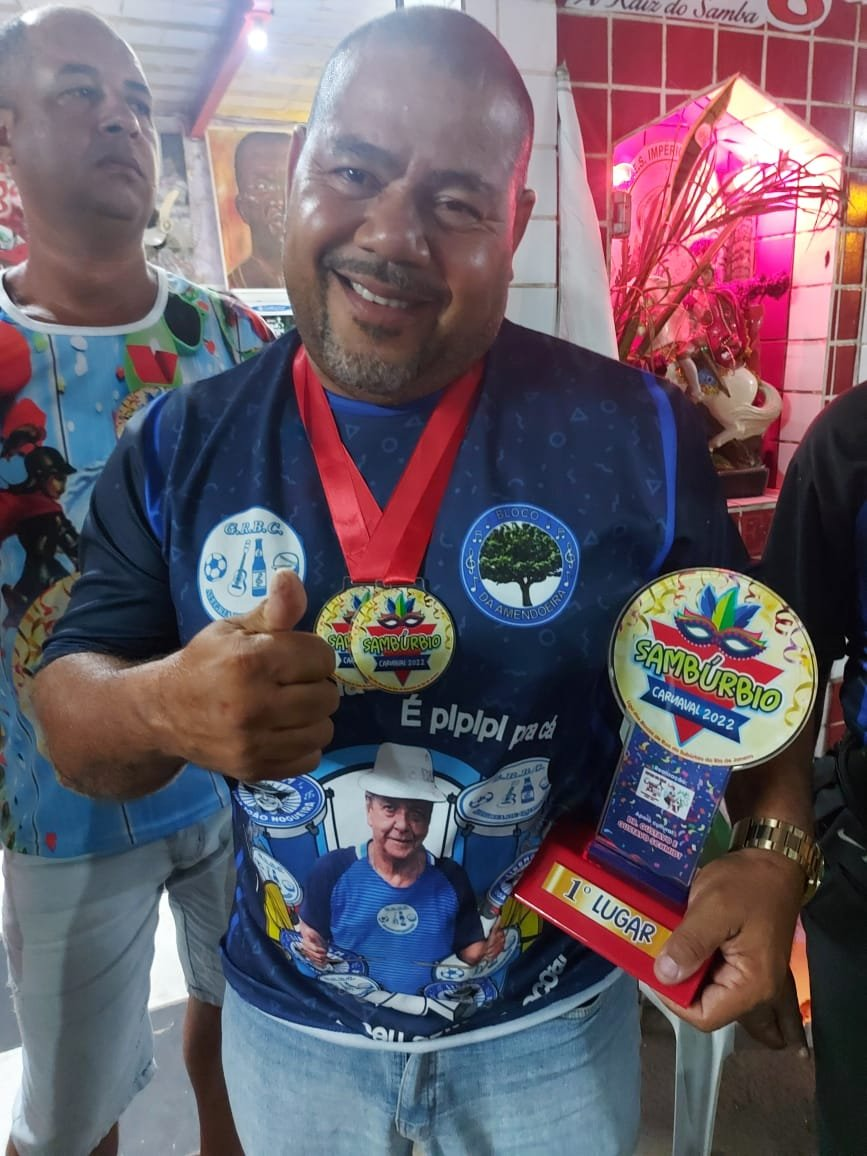
Presidente do bloco Alegria de Quintino, com o troféu de campeão do Carnaval de rua em 2022.

- Prêmio Garra na Avenida (empolgação): Alegria de Quintino[99]
- Agremiação do Povo: Quem é Corno Me Acompanha[99]
- Agremiação da União (fair-play): Alegria de Quintino[99]
- Melhor casal de mestre sala e porta-bandeira: João Fernandes "Joãozinho Flusudo" e Ana Vitória (Bola Club)[99]
- Melhor intérprete: Léo Garcia (Bola Club)[99]
- Melhor samba-enredo: Neguinho, Tide, Oswaldo de Quintino, Leandro Rocha e Léo Garcia (Bola Club)[99]
- Melhor bateria: Mestre Grelha (Alegria de Quintino)[99]
- Personalidade: Flauzina Macedo da Rocha (Bola Club)[99]